# بخش کالوی، شهرستان بکر، مینه سوتا
بخش کالوی (به انگلیسی: Callaway Township) یک منطقهٔ مسکونی در ایالات متحده آمریکا است که در شهرستان بکر، مینه‌سوتا واقع شده‌است.
 بخش کالوی ۹۱٫۴ کیلومتر مربع مساحت و ۲۶۰ نفر جمعیت دارد و ۴۳۴ متر بالاتر از سطح دریا واقع شده‌است.